# Ronde van Vlaanderen 1930
De 14de editie van de Ronde van Vlaanderen werd verreden op 13 april 1930 over een afstand van 227 km. De gemiddelde uursnelheid van de winnaar was 32,200 km/h. Van de vertrekkers bereikten er 29 de aankomst.

## Hellingen
- Tiegemberg
- Kwaremont
- Kruisberg
- Edelareberg

## Uitslag
| Rang | Renner            | Land   | Ploeg              | Tijd   |
| ---- | ----------------- | ------ | ------------------ | ------ |
| 1    | Frans Bonduel     | België | Dilecta-Wolber     | 7h03'  |
| 2    | Aimé Dossche      | België | La Nordiste-Wolber | 9'15"  |
| 3    | Émile Joly        | België | Genial Lucifer     | z.t.   |
| 4    | Maurice De Waele  | België | Alcyon-Dunlop      | z.t.   |
| 5    | Adolf Van Bruaene | België | La Nordiste-Wolber | z.t.   |
| 6    | Alfred Hamerlinck | België | La Nordiste-Wolber | 12'55" |
| 7    | Hektor Van Rossem | België | Alcyon-Dunlop      | z.t.   |
| 8    | Julien Vervaecke  | België | Alcyon-Dunlop      | 13'20" |
| 9    | Omer Taverne      | België | Oscar Egg-Dunlop   | 14'45" |
| 10   | Frans Alexander   | België | geen               | z.t.   |

1913 · 
1914 · 
1915 · 
1916 · 
1917 · 
1918 · 
1919 · 
1920 · 
1921 · 
1922 · 
1923 · 
1924 · 
1925 · 
1926 · 
1927 · 
1928 · 
1929 · 
1930 · 
1931 · 
1932 · 
1933 · 
1934 · 
1935 · 
1936 · 
1937 · 
1938 · 
1939 · 
1940 · 
1941 · 
1942 · 
1943 · 
1944 · 
1945 · 
1946 · 
1947 · 
1948 · 
1949 · 
1950 · 
1951 · 
1952 · 
1953 · 
1954 · 
1955 · 
1956 · 
1957 · 
1958 · 
1959 · 
1960 · 
1961 · 
1962 · 
1963 · 
1964 · 
1965 · 
1966 · 
1967 · 
1968 · 
1969 · 
1970 · 
1971 · 
1972 · 
1973 · 
1974 · 
1975 · 
1976 · 
1977 · 
1978 · 
1979 · 
1980 · 
1981 · 
1982 · 
1983 · 
1984 · 
1985 · 
1986 · 
1987 · 
1988 · 
1989 · 
1990 · 
1991 · 
1992 · 
1993 · 
1994 · 
1995 · 
1996 · 
1997 · 
1998 · 
1999 · 
2000 · 
2001 · 
2002 · 
2003 · 
2004 · 
2005 · 
2006 · 
2007 · 
2008 · 
2009 · 
2010 · 
2011 · 
2012 · 
2013 · 
2014 · 
2015 · 
2016 · 
2017 · 
2018 · 
2019 · 
2020 · 
2021 · 
2022 · 
2023 · 
2024
Lijst van beklimmingen